# Mapperley (Derbyshire)
Mapperley est une paroisse civile et un village du Derbyshire, en Angleterre.